# Robert Atkins (ilustrador)
Robert Atkins (7 de julho de 1979) é um ilustrador de histórias em quadrinhos dos Estados Unidos.